# 春化镇
春化镇，是中华人民共和国吉林省延边朝鲜族自治州珲春市下辖的一个乡镇级行政单位。

## 行政区划
春化镇下辖以下地区：
金铜矿社区、西土门子村、东兴镇村、草坪村、桦树村、兰家趟子村、上草帽村、下草帽村、分水岭村、中土门子村、太平沟村、梨树沟村、小六道村、大六道村、葫芦头沟村、四道沟村、五道沟村、官道沟村、河东村、洋金沟村和镇安岭村。